# 1988年夏季残疾人奥林匹克运动会韩国代表团
1988年夏季残疾人奥林匹克运动会韩国代表团是韩国派出的1988年夏季残疾人奥林匹克运动会代表团。获得40枚金牌、35枚银牌和19枚铜牌。